# Alburtis
Alburtis es un borough ubicado en el condado de Lehigh en el estado estadounidense de Pensilvania. En el año 2000 tenía una población de 2117 habitantes y una densidad poblacional de 1,155.7 personas por km².

## Geografía
Alburtis se encuentra ubicado en las coordenadas 40°30′36″N 75°36′7″O / 40.51000, -75.60194.

## Demografía
Según la Oficina del Censo en 2000 los ingresos medios por hogar en la localidad eran de $52,361 y los ingresos medios por familia eran $57,863. Los hombres tenían unos ingresos medios de $36,915 frente a los $27,094 para las mujeres. La renta per cápita para la localidad era de $20,611. Alrededor del 3.4 % de la población estaba por debajo del umbral de pobreza.